# 이행곤란성
이행곤란성이란 이행의무자가 이행을 하기 매우 어렵고 곤란한 경우 이행을 면해주는 계약법상 원칙이다. 이행곤란성을 적용하기 위해서는 계약체결의 전제가 되는 조건이 발생하여야 하고, 이 조건이 계약 이행을 매우 어렵게 하며, 이 어려움은 계약체결자에 의해 예상되지 못하여야 한다.

## 관련 문헌
- 영미법 - 개정판 이상윤 박영사, 2000. ISBN 89-10-45160-2

## 같이 보기
- 사정변경
- 미국의 계약법